# Strzelanina w Miami
FBI Miami Shootout (ang. Strzelanina w Miami) – akcja agentów amerykańskiego Federalnego Biura Śledczego, przeprowadzona 11 kwietnia 1986 r. w Miami na Florydzie.
W kronikach policyjnych USA zdarzenie to zostało zaliczone do najcięższych akcji służb porządkowych USA z użyciem broni palnej, w której zginęli funkcjonariusze publiczni. Akcja FBI otrzymała przydomek „najkrwawszego dnia w dziejach FBI”.

## Wydarzenia sprzed 11 kwietnia 1986
Wpływ na przebieg późniejszych wydarzeń miał napad przed restauracją „Steak And Ale” w Miami, do którego doszło 9 października 1985 roku około godz. 12. Bandyci zadowolili się kradzieżą około 2800 USD. Sposób przeprowadzenia napadu wskazywał na to, że mogli dokonać go ludzie z przeszkoleniem wojskowym. Zaatakowano kasjera w momencie, gdy przenosił poranny utarg do zaparkowanej przed restauracją opancerzonej ciężarówki służącej do transportu pieniędzy. Celem ataku była właśnie ciężarówka, w której w tym czasie znajdowało się już ok. 400 tysięcy USD. Obezwładniony kasjer z małym workiem pieniędzy posłużył jako przedmiot szantażu na kierowcy ciężarówki, aby ten wpuścił ich do skarbca w samochodzie. Kierowca opancerzonego wozu odjechał, pozostawiając napastników i kasjera restauracji na ulicy. Wtedy bandyci zaczęli strzelać z broni maszynowej do odjeżdżającego samochodu. Zaraz po tym uciekli z miejsca napadu, zabierając worek z pieniędzmi kasjera, nie wyrządzając mu krzywdy. Napastnicy byli ubrani w stroje wojskowe i byli uzbrojeni w karabiny, według świadków: AR-15 lub M16.
Napad był sygnałem dla policji i FBI, że w mieście pojawili się bezwzględni bandyci wyposażeni w wojskową broń maszynową. W ocenie FBI mogło dojść do podobnych napadów w przyszłości, co też się stało. Napady o podobnym przebiegu powtórzono pięciokrotnie w okresie od października 1985 do marca 1986.
Przed ostatnim napadem z tej serii FBI zebrało sporo szczegółów o przestępcach, które uzyskano m.in. po napadzie z 12 marca 1986 r. Sprawcy dokonali go w kamieniołomie w wiejskiej części hrabstwa Dade, raniąc przy okazji człowieka. Napadniętemu skradziono krótką broń palną oraz czarnego Chevroleta „Monte Carlo”, model z 1979 r. Ten samochód został użyty do ostatniego napadu z serii, w dniu 19 marca 1986. Napadnięty potrafił określić, kto go okradł. Dzięki informacjom podanym do wiadomości publicznej po wcześniejszym napadzie z serii dokonanym w dniu 10 stycznia wiadomo było, że przestępcy w trakcie ucieczki porzucili samochód użyty przy napadzie. Przesiedli się do białego Forda pickupa – obserwował to świadek zdarzenia, który śledził ich od miejsca napadu.

## Zdobycie przez FBI ważnych śladów
W dniu 19 marca 1986 do kamieniołomu przestępcy przyjechali białym Fordem F-150. Postrzelony mężczyzna podał FBI rysopisy obydwu złodziei. Po napadzie 19 marca Gordon McNeill, szef oddziału terenowego biura FBI w Miami, podjął decyzję o zastawieniu pułapki na bandytów. Miało to nastąpić w piątek 11 kwietnia, ponieważ prawie wszystkie napady były dokonywane w piątki i rano.

## Przebieg wydarzeń 11 kwietnia 1986
Tego dnia, w godzinach porannych, wzdłuż autostrady South Dixie ustawiło się kilka cywilnych samochodów, w których siedzieli agenci FBI: Gordon McNeill, Benjamin Grogan, Gerald (Jerry) Dove, John Hanlon, Edmundo (Ed) Mireles, Richard Manauzzi, Ronald (Ron) Risner, Gilbert Orrantia oraz kilku innych, których nazwiska nie zostały ujawnione. Ten zespół agentów miał za zadanie zaobserwować przyjazd skradzionego, czarnego Chevroleta Monte Carlo z numerami rejestracyjnymi NTJ-891. Około 9:20 agent Grogan zakomunikował reszcie, że spostrzegł poszukiwany samochód i udało mu się niepostrzeżenie ustawić za czarnym „Monte Carlo”. Weryfikacja numeru rejestracyjnego potwierdziła przypuszczenia – jechali za właściwym samochodem. W odstępie kilku minut dołączyły do niego trzy kolejne samochody FBI i podjęły jazdę w kolumnie, która wolno posuwała się na północ autostrady South Dixie. Manewr ten był tak widoczny, że bandyci w śledzonym samochodzie postanowili upewnić się, czy jadące za nimi samochody są dla nich zagrożeniem. Bandyci trzykrotnie skręcili w prawo, zjeżdżając z autostrady. Kolumna podążała za nimi. Upewnieni o akcji policji, bandyci postanowili powrócić na autostradę i tam uciec pościgowi. FBI przewidziało taką możliwość.

## Bezpośrednia konfrontacja
Samochód agenta McNeilla wyprzedził czarnego Chevroleta od strony kierowcy. Funkcjonariusz FBI podał drogą radiową wiadomość, że widział, iż człowiek siedzący w samochodzie obok kierowcy przeładowywał długolufową broń. Bandyta z bronią nazywał się Michael Lee Platt, a wozem kierował William Russell Matix. Obydwaj przeszli przeszkolenie wojskowe i doskonale posługiwali się bronią. Byli zdecydowani na wszystko. Na terenie Miami Matix skręcił w lewo, w 82 Aleję i zaczął stopniowo przyspieszać. Wtedy agent Grogan podjął decyzję o rozpoczęciu akcji, wydając komendę: „Bierzemy ich! Zatrzymujemy samochód podejrzanych! Do dzieła!”.

## Transkrypcja rozmów prowadzonych tuż przed strzelaniną
Grogan: Uwaga wszystkie jednostki. Jesteśmy za czarnym dwudrzwiowym samochodem, numer rejestracyjny NTJ-891. Jedziemy na południe South Dixie. Nie, nie na północ South Dixie.

Risner: 202 jedziesz na północ, czy na południe?

Grogan: Na północ South Dixie.

Risner: Dobra, gdzie?.

Grogan: 124 ulica. To czarne Monte Carlo z dwoma mężczyznami w środku, NTJ-891, wygląda dobrze, NTJ-891. 120 ulica, jedźmy tam i zatrzymajmy ich, jeśli musimy.

Risner: OK., zaczekaj Ben aż będziemy mieli tam więcej ludzi.

Grogan: Dobra, zróbmy to za jednym zamachem.

Dove: Dwóch białych mężczyzn w samochodzie, jeden z wąsikiem.

McNeill: Zobaczymy czy będziemy potrzebować pomocy, kiedy ich zatrzymamy.

Grogan: Gordo, to nasza rejestracja NTJ-891, oni skręcają w prawo w 117 ulicę, w prawo w 117 ulicę.

Dove: Zaczynam się bać chłopaki. Południowo-zachodnia 81 aleja. Droga znowu prowadzi na południe.

McNeill: Powiadomiłeś Metro?

Mireles: Jesteśmy tuż za tobą Ben. Jeżeli chcesz to zrobić, to zróbmy to.

Grogan: Odmawiam, sprowadźmy trochę oznaczonych jednostek.

Risner: Jesteśmy już na 120 ulicy.

Dove: Potwierdzam.

McNeill: Tylko spójrzcie. Kolesie ładują coś z przodu.

Grogan: Zaczynamy! Bierzemy ich. Zatrzymujemy samochód podejrzanych. Do dzieła!

Mireles: Jerry?

Dove: Yeah.

## Najkrwawszy dzień FBI

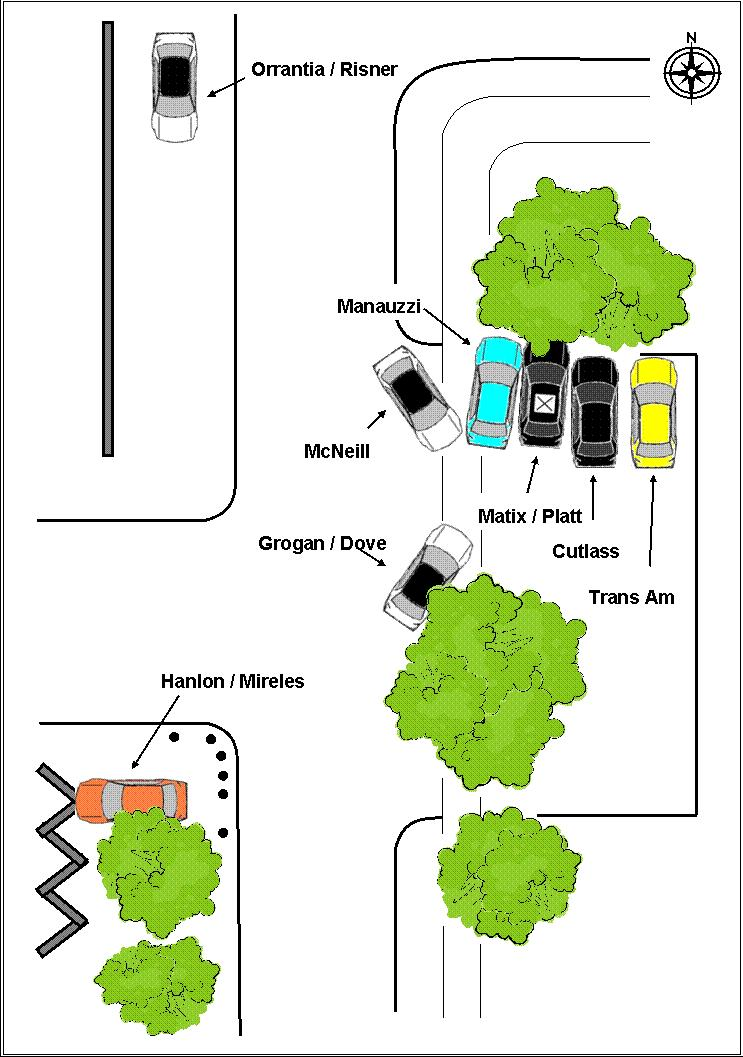
Szkic przedstawiający przebieg strzelaniny

Agenci rozpoczęli pościg, przestępcy podjęli próbę ucieczki. Agent Grogan włączył światła i syrenę, a następnie minął Monte Carlo z lewej strony (strony kierowcy). Zaraz za nim wyjechał samochód Hanlona i Mirelesa, który uderzył w bok Chevroleta. Matix gwałtownie przyspieszył, przez chwilę auta jechały równolegle, uderzając o siebie. W tym momencie agent Manauzzi przyspieszając, uderzył w tylny zderzak Monte Carlo, wypychając je do przodu (w tym momencie drzwi od strony kierowcy się otworzyły i wyleciał przez nie rewolwer agenta Manauzziego co pozostawiło go nieuzbrojonym). Hanlon w tym momencie wykonywał skręt w prawo, jednak jego auto nie trafiło już w samochód podejrzanych, który w tejże chwili znajdował się przed nimi, lecz uderzył w lewą stronę samochodu Manuzziego, który właśnie go mijał z prawej strony (po wypchnięciu Monte Carlo wprzód samochód Mannauziego niejako „wszedł w jego miejsce”), co spowodowało obrócenie tego ostatniego o około 160 stopni. Hanlon skosił drzewko i słupek, po czym uderzył czołowo w mur. Zepchnięte z drogi auto podejrzanych wpadło na pobocze i przejechało przez betonowy płotek okalający wjazd na teren Florida Electric C.O co spowodowało, że silnik Monte Carlo zgasł. Kiedy Matix uruchomił sunącego bezwładnie Chevroleta, ostro przyspieszył i zaczął wykonywać zakręt o 180 stopni, który zakończył jazdę już na parkingu, gdzie chwilę potem rozpoczęła się strzelanina. W tym czasie agent Manauzzi (po obrocie o około 160 stopni po uderzeniu przez auto Hanlona i Mirelesa) oraz Grogan i Dove także wykonywali zakręt o 180 stopni. Auto podejrzanych wyłoniło się z chmury wzbitego kurzu, samochód Manauzziego przyspieszył i uderzył w lewy przedni błotnik nadjeżdżającego Monte Carlo. Matix stracił kontrolę nad pojazdem, gwałtownie skręcił w prawo, stuknął w bok sedana marki Oldsmobile Cutlass Supreme, obtarł się o jego bok i uderzył czołowo w drzewo.

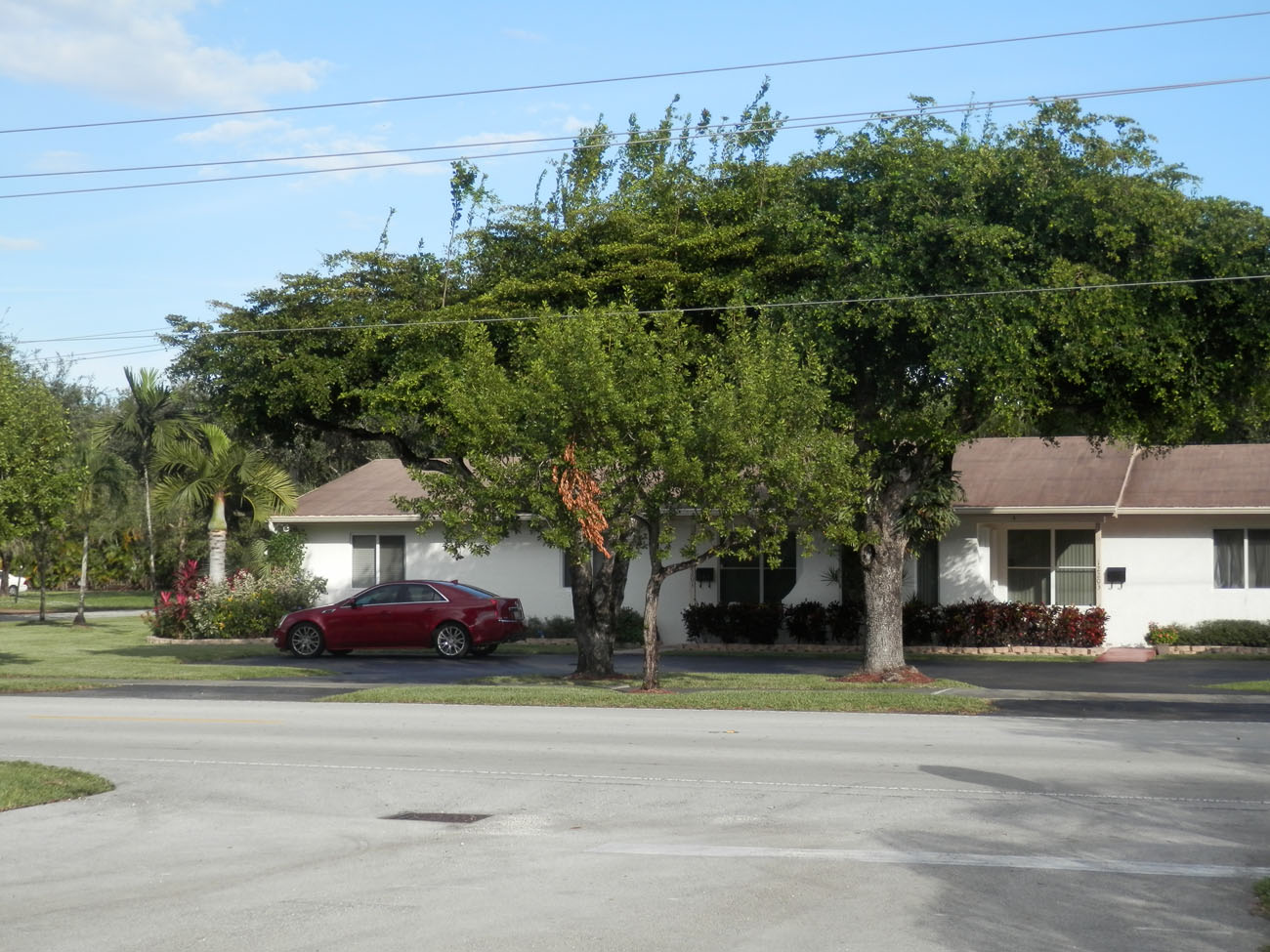
Miejsce strzelaniny – skrzyżowanie 82nd Avenue i 122 Street., dzielnica Pinecrest, Miami, Floryda – 24 listopada 2013 roku.

## Początek – Platt i Matix wewnątrz Monte Carlo

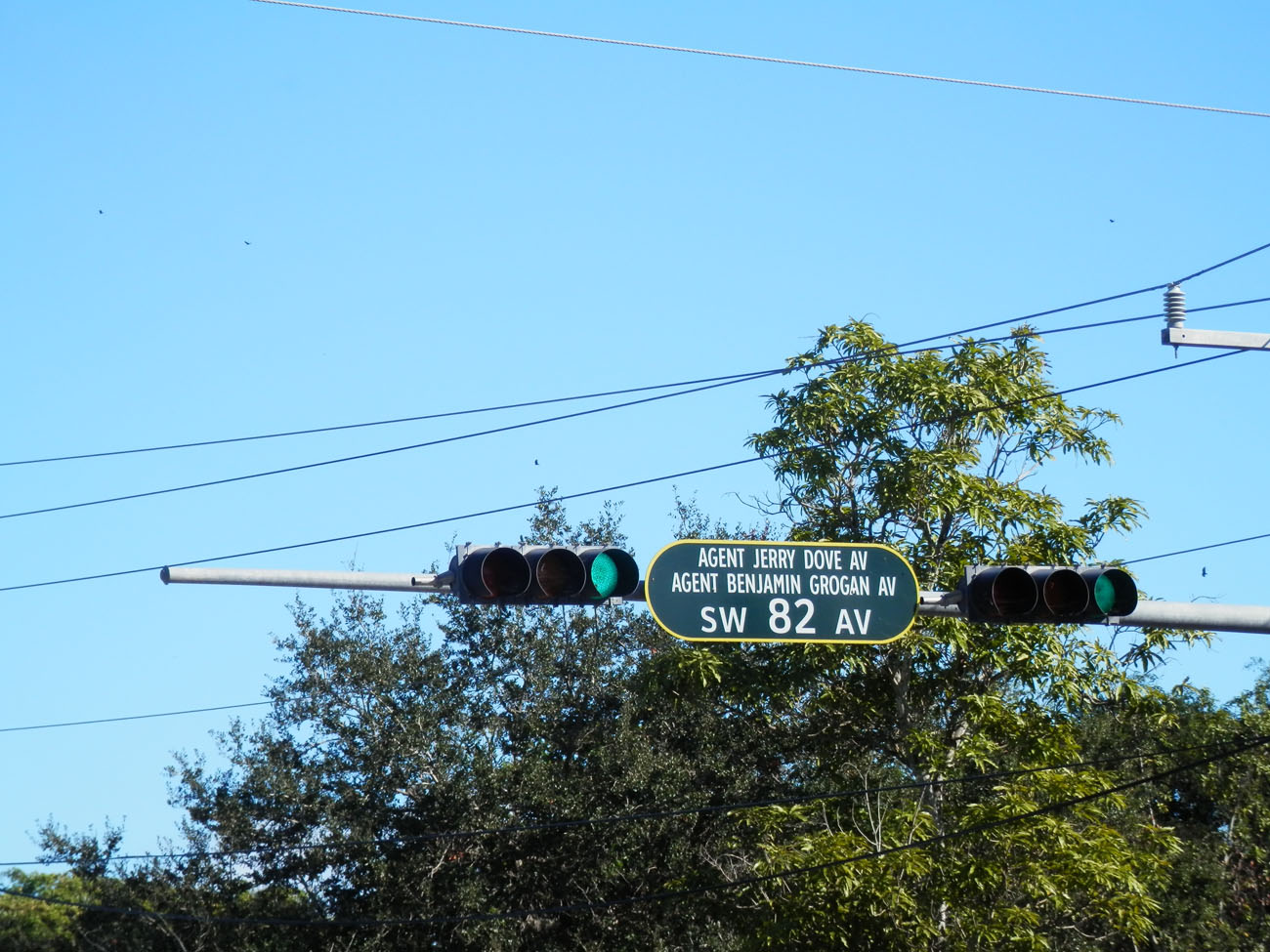
Oznaczenie 82nd Avenue która na tym odcinku nosi imię agentów specjalnych Benjamina Grogana i Jerry’ego Dove’a – skrzyżowanie 124th Street i 82nd Avenue.

Wtedy też Platt (siedzący po stronie pasażera) oddał 13 strzałów ze swojego Mini-14, strzelając przez zamknięte okno kierowcy samochodu Monte Carlo w kierunku agenta Manauzziego, siedzącego w samochodzie położonym bezpośrednio po lewej stronie ich samochodu, następnie zaś w kierunku samochodu McNeilla, który nadjeżdżał w kierunku lewego tylnego błotnika samochodu Manauzziego od przedniej strony pod kątem około 45 stopni. Następnie strzelił w kierunku samego agenta McNeilla, trafiając go w rękę, którą ten oddawał strzały, a chwilę potem w kierunku agenta Mirelesa (który po otrzymaniu rany postrzałowej w lewe przedramię upadł na ziemię). Następnie Platt odsunął się od okna kierowcy, co dało Matixowi możliwość oddawania strzałów przez okno, na linii z lewą częścią tylnego bagażnika Monte Carlo, w kierunku samochodu Grogana i Dove’a (Matix używał strzelby, kaliber 12.). Ponieważ drzwi kierowcy Monte Carlo zostały uszkodzone podczas kolizji z samochodem agenta Manauzziego, Matix mógł je otworzyć tylko częściowo (choć nie bez znaczenia pozostaje tutaj bezpośrednia bliskość owych dwóch samochodów.). Wychylił się ze swego siedzenia i raz wystrzelił w kierunku samochodu Grogana i Dove’a, trafiając go w silnik. Sądzi się, że to w tym momencie Matix otrzymał swą pierwszą ranę (prawe przedramię, tuż powyżej nadgarstka). Prawdopodobnie zadał ją Grogan, a kula przebyła dystans ok. 8,3 metra, zanim trafiła Matixa. Weszła w przedramię, po stronie małego palca dłoni, przeszyła tkankę tuż pod kośćmi łokciową i promieniową, przecięła tętnicę promieniową i wyszła z ręki po stronie kciuka. Wtedy prawdopodobnie Matix wycofał się do wnętrza samochodu, by zbadać ranę. W tym też momencie McNeill (który już wystrzelił cztery strzały w poprzek nadwozia samochodu Manauzziego w kierunku wnętrza Monte Carlo) dostrzegł ruch Matixa i wystrzelił dwa ostatnie naboje ze swego rewolweru. Piąty strzał najprawdopodobniej wywołał u Matixa drugą ranę postrzałową w głowę. Po tym, jak Matix wycofał się do wnętrza samochodu po oddaniu strzałów w kierunku samochodu Grogana i Dove’a, jego głowa i część tułowia wciąż były obrócone w lewą stronę. Wtedy też trafiła go kula McNeilla, wywołując ranę głowy. Kula trafiła z przodu prawego ucha, poniżej małżowiny, przeszyła kość jarzmową, trafiła i złamała podstawę szczęki i weszła do przestrzeni prawej zatoki pod okiem. Wywołała uszkodzenia mózgu, lecz nie spenetrowała jego wnętrza i dlatego najprawdopodobniej Matix natychmiast stracił przytomność. Szósty (i ostatni) strzał McNeilla trafił Matixa, wywołując trzecią ranę umiejscowioną w prawej części szyi i klatce piersiowej. Kula weszła w prawą część szyi, tuż po tym, jak stracił on przytomność i bezwiednie osunął się na drzwi kierowcy. Spenetrowała ona szyję, biegnąc po osi ustawionej w kierunku dolnym i uszkodziła naczynia krwionośnie umiejscowione za obojczykiem, odbiła się od pierwszego żebra niedaleko kręgosłupa i spoczęła w przestrzeni klatki piersiowej. Uszkodziła, lecz nie spenetrowała prawego płuca. Rana ta spowodowała przerwanie dopływu krwi, do prawej ręki Matixa i mogła również przerwać nerwowe połączenia gałązek nerwowych umieszczonych w prawym ramieniu, powodując dysfunkcję tej części ciała. Prawdopodobnie spowodowało to paraliż wspomnianej ręki, zarówno przez uszkodzenie nerwów, jak i ewentualnie przez utratę pewnej ilości krwi. Być może rana ta była i krytyczna, z powodu uszkodzenia naczyń krwionośnych. Krwawienie z tej rany w ciągu następnych 2 lub 3 minut spowodowało nagromadzenie się prawie 1 litra krwi w klatce piersiowej. Jednakże przez następną minutę Matix osunął się na plecy i nieprzytomny leżał na przednim siedzeniu Monte Carlo (słusznie zauważa się, że chociaż Platt oddawał swoje strzały w bezpośrednim pobliżu twarzy Matixa, wyniki sekcji zwłok nie wykazały uszkodzeń ani w oczach, ani w uszach tego ostatniego. Nie znaleziono również krwi w kanałach usznych, które wskazywałyby na ewentualne uszkodzenie bębenków usznych. W samochodzie nie znaleziono także krwi Platta, przez co uważa się, że podczas pobytu w samochodzie nie otrzymał on żadnych ran.).

## Punkt zwrotny – Platt opuszcza Monte Carlo
Wysuwa się teorię, że kiedy Platt ujrzał nieprzytomnego Matixa trafionego kulami McNeilla, mógł stwierdzić, że większe szanse przeżycia da mu opuszczenie Monte Carlo. Kiedy więc Platt zaczął wyczołgiwać się przez przednie okno pasażera, jeden z pocisków Dove’a (kal. 9mm), trafił go w prawe przedramię, tuż powyżej wewnętrznej strony łokcia. Kula przeszyła tkankę pod kością, przechodząc poprzez mięsień naramienny, triceps i główne mięśnie ramieniowe, po czym uszkodziła żyły i arterie umieszczone w ramieniu. Następnie kula ta wyszła wewnętrzną stroną ramienia w okolicach pachy, spenetrowała klatkę piersiową pomiędzy piątym a szóstym żebrem i niemal całkowicie przeszyła lewe płuco, nim tam się właśnie zatrzymała. Było to zaledwie ok. 2,54 cm od ściany serca. Inne teorie mówią, że kula trafiła w biceps, przemykając przed kością. Fotografie rentgenowskie i ekspertyzy zdają się potwierdzać drugie, wspomniane stanowisko. Podczas sekcji zwłok okazało się, że prawe płuco Platta zostało całkowicie zniszczone, a wnętrze jego klatki piersiowej zawierało 1300 ml krwi, sugerując uszkodzenie głównych naczyń krwionośnych prawego płuca. Uważa się, że pierwsza rana Platta była raną śmiertelną i najważniejszą przyczyną jego zgonu. Monte Carlo zatrzymał się w takiej pozycji, że jego prawa strona zaklinowała się z niezwiązanym ze strzelaniną samochodem marki Oldsmobile Cutlass, zaparkowanym w miejscu walki. Po tym, jak Platt wyczołgał się przez okno i zaczął turlać po masce Cutlassa, został trafiony dwukrotnie, prawdopodobnie przez Dove’a, w tylną część prawego uda i lewą stopę. Pocisk, który spowodował tę pierwszą ranę postrzałową, wszedł po wewnętrznej stronie tylnej powierzchni prawego uda i wyszedł zewnętrzną powierzchnią nogi, uszkadzając jedynie tkankę mięśniową. Natomiast pocisk, który trafił w lewą stopę, wszedł tuż za małym palcem i przeszedł przez stopę od lewa do prawa, wychodząc ponad dużym palcem u nogi. Czwarta rana postrzałowa Platta mogła zostać otrzymana krótko po tym, jak Platt opuścił Monte Carlo. Rana ta, to otarcie pleców z lewej do prawej, które mogło zostać wywołane przez Orrantię, który znajdował się po drugiej stronie ulicy. Pocisk Orrantii mógł trafić Platta po tym, jak ten stanął na nogi z przodu Cutlassa i obracał się w swoją lewą stronę. Pocisk uszkodził skórę na prawo od kręgosłupa w pobliżu górnej części prawej łopatki. Po sturlaniu się po masce Cutlassa Platt zajął pozycję obok prawego przedniego błotnika tego samochodu i stamtąd strzelał do agentów Risnera i Orrantii (używał rewolweru.357 Magnum), którzy znajdowali się po drugiej stronie ulicy i odpowiadali ogniem. Uważa się, że Plattowi łatwiej było używać rewolweru z powodu ran odniesionych w prawe ramię od pocisków Dove’a. Chwilę potem Platt otrzymał swoją piątą ranę gdy, po oddaniu strzałów w kierunku Risnera i Orrantii obrócił się, by skierować swój ogień na Grogana, Dove’a i Hanlona (który do tej chwili zdążył dobiec do Grogana i Dove’a). Pocisk wystrzelony przez Risnera lub Orrantię trafił Platta w zewnętrzną część prawego przedramienia (pośrodku, między łokciem a nadgarstkiem), złamał kość promieniową i przebił tkankę, wychodząc z ciała. Kula uszkodziła również mięśnie odpowiedzialne za ściskanie kciuka (m.in. napinacz długi palców), przez co Platt zmuszony był wyrzucić swój rewolwer.357 Magnum. Znaleziono go potem przy przednim błotniku prawej strony Cutlassa. Krótko potem Platt otrzymał swoją szóstą ranę postrzałową, którą spowodował Risner. Pocisk wszedł w tylną część prawego ramienia, przeszył triceps i wyszedł poniżej pachy. Następnie przebił skórę, mięśnie klatki piersiowej i spoczął w tkance miękkiej po prawej stronie pleców, poniżej łopatki. Kula nie weszła w przestrzeń międzyżebrową, przez co rana nie była groźna. Platt wtedy najwyraźniej oparł Mini-14 o swoje ramię używając nieuszkodzonej, lewej ręki, obsługując spust słabo działającym palcem prawej ręki i oddał trzy strzały. Jeden z nich, wymierzony w Orrantię i Risnera, trafił w kierownicę ich samochodu. Orrantia został ranny od odłamków tej kuli. Dwa strzały padły w kierunku McNeilla: pierwszy spudłował, lecz drugi trafił go w szyję. Pocisk utkwił w kręgosłupie, przez co McNeill natychmiast upadł i został na kilka godzin sparaliżowany. Agent donosi, że Platt uśmiechał się, kiedy do niego strzelał. Platt opuścił swoją pozycję sprzed przedniego, prawego błotnika Cutlassa, i przeciskając się między tym samochodem a pojazdem Trans Am, drastycznie przybliżył się do Grogana, Dove’a i Hanlona (obok błotnika, gdzie przez pewien czas przebywał Platt, znaleziono pusty magazynek od Mini-14, co sugerowałoby, że przeładował on tę broń, nim opuścił to miejsce.). Skrył się tym samym przed wzrokiem agentów FBI. Strzelanina ustała

## Niszczycielski atak – Platt na zewnątrz Monte Carlo
W tym momencie strzelaniny przemieszczeniu uległ Dove: przeszedł on zza otwartych drzwi pasażera swojego samochodu, wokół tyłu i zajął pozycję niedaleko drzwi kierowcy. (pistolet samopowtarzalny Dove’a S&W model 459 9mm, został trafiony przez jedną z kul Platta. Jednakże czy stało się to przed przemieszczeniem się agenta, czy już po nim, pozostaje zagadką.) Również Grogan przemieścił się do miejsca leżącego obok tylnego, lewego błotnika. Hanlon wystrzelał wszystkie naboje, podczas strzelania do Platta zza prawego tylnego rogu samochodu i został trafiony w rękę podczas przeładowywania broni. Na skutek trafienia skulił się i schował za samochód. Po kilku chwilach jednak ujrzał Platta stojącego przy tylnym prawym rogu pojazdu. Kiedy Hanlon starał wczołgać się pod tył samochodu, by jak najbardziej schować się przed Plattem, usłyszał jak Grogan krzyknął: „O mój Boże!”. Platt zabił Grogana pojedynczym strzałem w klatkę piersiową. Potem okrążył tylny błotnik, ujrzał Hanlona i oddał jeden strzał w okolice jego pachwiny. Ten zaś skulił się i przekręcił zgubnie na prawą stronę, oczekując kolejnego postrzału i śmierci. Jednak Platt natychmiast skierował swoją uwagę na Dove’a, strzelając dwa razy w jego głowę. Agent natychmiast upadł, a jego głowa spoczęła zaledwie parę cali od twarzy Hanlona (wypowiedź agenta: „Usłyszałem, jak Ben mówi: ‘O mój Boże’, ale nie widziałem, jak padał. Nagle Jerry Dove upadł obok mnie, twarzą do ziemi. Jerry podniósł głowę, jego oczy były zamknięte, a facet, który wcześniej strzelał do mnie, trafił go w tył głowy. To była egzekucja. Widziałem dziurę po pocisku w tyle głowy Jerry’ego i czułem, że będę następny.”) Wspomina on, że Platt strzelił jeszcze kilka razy, najwidoczniej w Risnera i Orrantię. Łuski z M-14 spadały na ciało Hanlona.

## Matix i Platt w samochodzie Grogana/Dove’a
Po oddaniu strzałów w kierunku Risnera i Orrantii Platt otworzył drzwi kierowcy w samochodzie Grogana i Dove’a (Buick Century). Właśnie miał wsiąść do środka, kiedy Mireles odpalił pierwszy z pięciu pocisków ze strzelby Remington 870, który niósł w momencie postrzelenia w przedramię na początku strzelaniny. Ten właśnie strzał wywołał u Platta rany prawej i lewej stopy, lecz nie zwalił go z nóg. Tymczasem podczas strzelaniny Matix odzyskał przytomność i najwyraźniej wyczołgał się, nie będąc zauważonym przez agentów, przez to samo okno, przez które wyszedł Platt. Orrantia zeznał, że Matix pozostał przez chwilę niedaleko przedniego, prawego błotnika Monte Carlo nie strzelając. Gdy Platt wszedł do samochodu Grogana i Dove’a po stronie kierowcy, dołączył do niego Matix, wchodząc do samochodu przez przednie drzwi pasażera. Kryminalistyczne dowody wskazują na to, że nie użył on już więcej broni po tym, jak jeszcze w Monte Carlo otrzymał pierwsze rany. Mireles oddał około pięciu strzałów ze swojej broni-Remington 870 typu shotgun. Strzelał z odległości około 8 metrów. Wydaje się, że właśnie pierwszym strzałem trafił Platta w nogi, kiedy ten próbował wsiąść do samochodu Grogana i Dove’a. Pozostałe cztery strzały oddał w kierunku przedniej szyby tego samochodu lub w kierunku bocznej szyby kierowcy. Nie ma wyraźnych dowodów na to, że jakaś kula trafiła Platta czy Matixa. Prawdopodobnie Platt schylił się, być może w kierunku Matixa, aby zminimalizować niebezpieczeństwo zostania trafionym. Mniej więcej w tym momencie strzelaniny dwaj oficerowie patrolowi policji Metro-Dade, Martin Heckman i Leonard Figueroa pojawili się w miejscu walki. Niebawem Heckman nakrył swoim ciałem ciało McNeilla, by ten nie został ponownie trafiony. Nie wiemy co w tym czasie robił Figueroa. Zachowanie się Platta na tym etapie strzelaniny było przedmiotem licznych kontrowersji. Świadek cywilny, Sidney Martin, opisuje jak Platt opuścił samochód Grogana i Dove’a, przeszedł ponad 6,5 metra w kierunku Mirelesa, oddając trzy strzały z rewolweru w jego kierunku, lecz na ślepo, a następnie powrócił do wozu. Sam Mireles nie pamięta jednak tego zdarzenia. Z kolei McNeill wspomina, że widział coś, co mogłoby być kulami odbijającymi się od chodnika. Heckman również nie pamięta, by Platt wyszedł z samochodu, widział jednak, jak ten mierzył do niego z lufy rewolweru, wystawionej przez okno kierowcy, patrząc mu prosto w oczy. Risner i Orrantia, którzy znajdowali się po przeciwległej stronie ulicy, twierdzą, że nigdy nie widzieli Platta zbliżającego się do Mirelesa i strzelającego do niego. Można postulować również inne rozwiązanie: Platt miałby wyjść z samochodu Grogana i Dove’a, przejść kilka kroków, oddać trzy strzały na ślepo w kierunku Mirelesa czy McNeilla z rewolweru.357 Magnum należącego do Matixa (używając lewej ręki) i natychmiast wrócić do samochodu. Uważa się, że połamane kulami Mirelesa kości obu stóp Platta (jak również duża ilość krwi) mogły go zniechęcić do dalszej wędrówki. Całą tezę wyjaśnia się za pomocą umiejscowienia ludzi i kątów, z jakich oni patrzyli, przeszkód terenu i efektem cienia, gdyż te właśnie czynniki mogły kreować odmienne wrażenia świadków. Po tym, jak Platt wrócił do samochodu Grogana i Dove’a, podjął próbę uruchomienia silnika. Uważa się, że uszkodzenia prawej ręki spowodowały, iż Platt nie był w stanie prawą dłonią przekręcić kluczyka w stacyjce. Przez to właśnie musiał on odsunąć się nieco od kierownicy, by móc zapalić lewą ręką. Matix najwyraźniej mu w tym wszystkim pomagał. Mireles wyciągnął wtedy swój rewolwer Magnum, wstał na nogi, przesunął się 5 metrów, równolegle do ulicy, z dala od samochodu McNeilla i począł iść dokładnie w kierunku Platta i Matixa siedzących w samochodzie. Mireles odpalił sześć pocisków ze swego rewolweru 38. Special +P. Pierwszy i drugi wystrzelił w kierunku Platta, trzeci, czwarty i piąty w Matixa, a szósty ponownie w Platta. Pięć z nich trafiło Platta lub Matixa. Pierwszy strzał Mirelesa trafił w tył przedniego siedzenia, za lewym ramieniem Platta. Odgłos wystrzału i trafienia miał skierować uwagę Platta na źródło ognia, przez co obrócił on głowę w lewą stronę. Wtedy drugi strzał Mirelesa trafił go w zewnętrzny kant prawej brwi. Ciężar pocisku wyjętego ze skóry Platta rozłożył się pomiędzy 19 kawałków, co oznacza, że pocisk odbił się od słupka blachy przy oknie bocznym kierowcy i uległ podziałowi na wiele fragmentów. Po tym, jak fragment pocisku spenetrował skórę, odbił się od powierzchni prawej strony czoła, przebył między skórą a zewnętrzną powierzchnią czaszki dystans ok. 5 cm i zatrzymał ponad prawą małżowiną. Pocisk nie spenetrował wnętrza czaszki. Platt opadł wtedy na siedzenie i oparł głowę i ramiona na podołku Matixa (jednakże twarzą do góry), by uniknąć dalszych trafień. Ruch Platta i położenie Matixa unieruchomiły tego ostatniego w pozycji między ciałem Platta a drzwiami bocznymi. Mireles oddał trzeci strzał w kierunku twarzy Matixa: pocisk trafił go poniżej lewej kości jarzmowej w pobliżu lewego nozdrza. Pocisk rozpadł się na dwie części: największy fragment utkwił w kości obok nosa, mniejszy spenetrował lewą zatokę nosową. Rana ta nie była znaczna i powstała najprawdopodobniej w chwili, gdy Matix spoglądał na nadchodzącego Mirelesa. Waga i rozmiar tych dwóch fragmentów nasuwają stwierdzenie, że kula odbiła się od bocznej karoserii, nim trafiła swój cel. Matix starał się wtedy również jak najskuteczniej uniknąć ewentualnego kolejnego trafienia. Przytknął brodę do piersi, naparł plecami na boczne drzwi i zsunął się pośladkami w dół siedzenia. Miało to ogromne znaczenie dla takiej, a nie innej drogi kolejnego pocisku, który trafił Matixa. Kula ta trafiła poniżej prawego, niższego kantu prawego oczodołu, pod kątem około „siódmej godziny”. Powędrowała w dół przez kości twarzoczaszki, prawą część żuchwy w kierunku szyi, gdzie weszła w kolumnę kręgosłupa pomiędzy siódmym kręgiem szyjnym a pierwszym kręgiem piersiowym, by u podstawy tego ostatniego, rozerwać rdzeń kręgowy. Ciało Matixa uległo natychmiastowemu rozluźnieniu, a głowa została odrzucona w tył. Jednakże odbiła się od siedzenia i powracała do przodu, gdy trafiła w nią kolejna kula. Pocisk uderzył w brodę poniżej prawego kącika ust, spenetrował kość żuchwową i wszedł w szyję, gdzie spoczął na prawo od kręgosłupa. Kula nie uszkodziła rdzenia kręgowego. Do tej chwili Mireles dotarł już do samochodu Grogana i Dove’a – wtedy też wsadził lufę pistoletu za szybę kierowcy i niemal z przyłożenia oddał strzał w Platta. Kula spenetrowała ciało Platta tuż poniżej lewego obojczyka, powędrowała przez mięśnie ramienia i szyi i zatrzymała się w piątym kręgu szyjnym, gdzie naruszyła rdzeń kręgowy. Taka droga pocisku w ciele Platta mogła zaistnieć tylko wtedy, gdyby ten leżał na swym przednim siedzeniu. Szósty strzał Mirelesa zakończył strzelaninę. Ciała Platta i Matixa leżały na przednich siedzeniach samochodu Grogana i Dove’a. Jeżeli Matix nie był jeszcze martwy, stało się to zapewne niebawem. Przybyli na pomoc agentom FBI pielęgniarze w drugiej kolejności zwrócili uwagę na przestępców. Nie wykryto oznak życia u Grogana, Dove’a i Matixa, z tegoż powodu naturalnie nie udzielono im pomocy. Jednakże serce Platta zdawało się wciąż pracować, ponieważ lekarze zaintubowali go i zaczęli podawać płyny dożylnie. Platt zmarł w miejscu walki, nie odzyskawszy przytomności. (Testy toksykologiczne przeprowadzone na płynach ustrojowych Matixa i Platta wykluczyły możliwość, jakoby znajdowali się oni pod wpływem toksyn chemicznych. U obojga nie znaleziono śladów ani alkoholu, ani narkotyków.)

## Zakończenie i podsumowanie akcji
Przybyli na miejsce lekarze stwierdzili zgon agentów Grogana, Dove’a i bandyty Matixa. Wciąż biło serce nieprzytomnego Platta. Akcja reanimacyjna na miejscu zdarzenia nie dała skutku: zaintubowany bandyta zmarł kilka minut po przyjeździe ambulansów. Podczas sekcji zwłok nie stwierdzono we krwi bandytów środków dopingujących lub odurzających. Nie znaleziono również śladów alkoholu. Za niezwykłe uznano to, że ranni przeżyli tak długo po trafieniach kulami w głowę. W ocenie FBI było też niezwykłe i nie zdarzyło się też nigdy wcześniej, że śmiertelnie ranny bandyta był jeszcze w stanie zabić dwóch agentów FBI i ranić 5 dalszych. Wątpliwości wzbudziła celność trafień agentów. Zarzucono im nieskuteczne wykorzystanie liczebnej przewagi nad bandytami. W obronie uczestniczących w akcji agentów podawano fakt, że bandyci znajdowali się w głębokim cieniu, unosił się kurz i pył uliczny po kolizjach aut oraz dym z salw karabinowych.
Analiza przebiegu strzelaniny posłużyła jako materiał szkoleniowo-poglądowy dla innych agentów FBI. We wnioskach podano, że agenci muszą wykazywać się większą bezwzględnością wobec strzelających napastników, muszą być lepiej przygotowani kondycyjnie i psychicznie do podobnych konfrontacji. Dzień 11 kwietnia 1986 uznano za jeden z najkrwawszych dni dla FBI w historii i jeden z najbardziej pouczających dni w historii tej instytucji.

## Wnioski materialne, jakie FBI wyciągnęło ze strzelaniny
Analiza ran postrzałowych przestępców wykazała niewielką skuteczność stosowanej przez agentów FBI amunicji 9×19 mm Para. Agenci byli uzbrojeni w pistolety samopowtarzalne Smith & Wesson 459 a amunicją były naboje z grzybkującymi pociskami SilverTip (z wgłębieniem wierzchołkowym JHP) o masie 6,8 grama i prędkości początkowej około 490 m/s (dla porównania natowski pocisk „standardowy” ma 7,45 grama i 396 m/s). Przed strzelaniną w Miami pociski takie uważane były za bardzo skuteczne. W trakcie strzelaniny okazało się, że ich skuteczność jest dalece niewystarczająca. W trakcie sekcji przestępców wyszło na światło dzienne, że pociski nie grzybkują tak jak się tego spodziewano.
Pierwszym zaleceniem było uzbrojenie agentów FBI w ciężkie pociski z wgłębieniem wierzchołkowym. W następnych latach zaczęto przezbrajać agentów w broń na amunicję 10 mm Auto. Odrzut broni na ten nabój okazał się jednak za silny dla FBI i dwukrotnie zmniejszono ładunek miotający. W efekcie tych prac powstał nowy nabój .40 S&W. W broń na pociski .40 S&W ostatecznie uzbrojono agentów FBI, a nabój 10 mm Auto pozostał lubianą w USA amunicją na rynku cywilnym.